# 리켄배커
리켄배커(Rickenbacker International Corporation)는 일렉트릭, 베이스 기타 제조회사다.